# 安娜·巴什塔
安娜·维塔利耶夫娜·巴什塔（俄語：Анна Витальевна Башта，1996年7月10日—），俄罗斯、阿塞拜疆女子击剑运动员，2015年夏季世界大学生运动会女子佩剑个人金牌得主和女子佩剑团体银牌得主、2022年欧洲击剑锦标赛女子佩剑个人金牌得主、2022年世界击剑锦标赛女子佩剑个人银牌得主。